# Trail
Trail és una població dels Estats Units a l'estat de Minnesota. Segons el cens del 2000 tenia 62 habitants.

## Demografia
Segons el cens del 2000, Trail tenia 62 habitants, 26 habitatges, i 13 famílies. La densitat de població era de 24,2 habitants per km².
Dels 26 habitatges en un 30,8% hi vivien nens de menys de 18 anys, en un 30,8% hi vivien parelles casades, en un 11,5% dones solteres, i en un 50% no eren unitats familiars. En el 38,5% dels habitatges hi vivien persones soles el 19,2% de les quals corresponia a persones de 65 anys o més que vivien soles. El nombre mitjà de persones vivint en cada habitatge era de 2,38 i el nombre mitjà de persones que vivien en cada família era de 3,23.
Per edats la població es repartia de la següent manera: un 30,6% tenia menys de 18 anys, un 6,5% entre 18 i 24, un 30,6% entre 25 i 44, un 21% de 45 a 60 i un 11,3% 65 anys o més.
L'edat mediana era de 36 anys. Per cada 100 dones de 18 o més anys hi havia 152,9 homes.
La renda mediana per habitatge era de 30.000 $ i la renda mediana per família de 36.250 $. Els homes tenien una renda mediana de 35.833 $ mentre que les dones 33.750 $. La renda per capita de la població era de 16.211 $. Entorn del 20% de les famílies i el 22,2% de la població estaven per davall del llindar de pobresa.

## Poblacions més properes
El següent diagrama mostra les poblacions més properes.